# Monorchismus
Monorchismus, taktéž monorchidismus, je stav, při kterém se v šourku nachází pouze jedno varle.

## Terminologie
Individuální jedinec trpící touto chorobou bývá označován jako monorchid.

## Příčiny
Příčinou může být:
- Jedno varle nesestoupí do šourku během normálního embryonálního nebo fetálního vývoje (3–4 % případů „normálních“ živě narozených dětí), známé také jako nesestouplé varle nebo kryptorchismus. V tomto případě se varle nachází v dutině břišní, někde na normální cestě sestupu – nejčastěji v tříselném kanálu. Takové varle má zvýšené riziko zhoubného nádoru.
- Jedno varle může během vývoje zaniknout (tzv. mizející varle) v důsledku intrauterinního inzultu. Předpokládá se, že se nejspíše jedná o cévní příčinu, například torzi varlete.
- Jedno varle mohlo být chirurgicky odstraněno při orchiektomii.
- Jedno varle mohlo být poraněno.

## Významné případy

### Způsobeno rakovinou varlat
- Lance Armstrong, americký cyklista[1]
- Frank Church, bývalý americký senátor a kandidát na prezidenta[2]
- Tom Green, kanadský komický herec[3]
- Richard Herring, anglický komik a spisovatel
- John Kruk, bývalý baseballista
- Mark Latham, bývalý australský politik[4]
- Geoff Horsfield, anglický fotbalista[5]
- Nenê, brazilský basketbalista[6]
- Kevin Curtis, americký fotbalista[7]
- Nigel Farage, bývalý předseda strany nezávislosti Spojeného království[8]
- Bobby Moore, anglický fotbalista a vítěz světového poháru[9]
- Jimmy White, anglický hráč kulečníku[10]

### Způsobeno zraněním
- Archibald Douglas, 4. hrabě z Douglasu, magnát Skotského království a francouzský peer. O varle přišel v roce 1403 v bitvě u Shrewsbury (předchozího roku přišel o oko v bitvě u Homildon Hill).[11]
- Troy Bayliss, mistr světa superbiků z let 2001, 2006 a 2008. V roce 2007 přišel během závodu v Donington Parku o varle.[12]
- Brian Foster, americký mistr smíšených bojových umění[13]
- John Starks, americký basketbalista[14]
- Paul Wood, anglický hráč rugby league, který během zápasu utrpěl prasknutí varlete a následně mu bylo odstraněno.[15]
- Thurgood Marshall, soudce Nejvyššího soudu Spojených států amerických, který si poranil varle během akce bratrstva na univerzitě.[16]
- Dave England přišel o jedno varle poté, co utrpěl dvojitou kýlu při nehodě na snowboardu na Novém Zélandu v roce 1997.[17]
- Porvali Robert, vnuk Seppa Porvaliho a synovec finského spisovatele Mikka Porvaliho, si poranil varle při sjezdu na lyžích v Ylläs.[18]
- Lord Alistair Ian Angus Gillies, majitel panství Tyrnbyne ve Skotské vysočině. Ke zranění došlo při hře v poli v kriketovém zápase, kdy obdržel tvrdý úder míčkem.

### Způsobeno kryptochismem
- Mao Ce-tung, zakladatel Čínské lidové republiky[19]

### Neznámá příčina
- Možný monorchismus Adolfa Hitlera
- Francisco Franco, španělský diktátor[20]

## Monorchismus u zvířat
Ačkoli je výskyt monorchismu u zvířat velmi vzácný, byl nalezen u některých živočišných druhů, zejména u brouků.